# Sunshine Anderson
Sunshine Anderson (Greenville, 7 giugno 1974) è una cantautrice statunitense.

## Biografia
Nata in Carolina del Nord, ha registrato il suo primo album al fianco di Macy Gray, che le ha fatto da manager. Il disco è stato pubblicato nel giugno 2001 e si intitola Your Woman. Proprio questo album contiene il singolo di maggior successo dell'artista, ossia Heard It All Before. Dopo esser passata dalla Atlantic Records alla Music World Entertainment, ha pubblicato il suo secondo album Sunshine at Midnight nel gennaio 2007. Il terzo disco è uscito nel novembre 2010 per la Verve Forecast.

## Discografia

### Album
- 2001 - Your Woman
- 2007 - Sunshine at Midnight
- 2010 - The Sun Shines Again